# Elaphoglossum bahiense
Elaphoglossum bahiense är en träjonväxtart som beskrevs av Eduard Rosenstock. Elaphoglossum bahiense ingår i släktet Elaphoglossum och familjen Dryopteridaceae. Inga underarter finns listade.